# Li Yunqi
Li Yunqi (en xinès: 李昀琦) (n. Hunan, 28 d'agost de 1993) és un nedador xinès especialitzat en l'estil lliure i bronze olímpic dels 4x200 lliure als Jocs Olímpics de Londres 2012.

## Biografia
Li Yunqi va estrenar la seva medaller el 2010 als Jocs Asiàtics de 2010, celebrats a Guangzhou, amb una medalla d'or. Un any després, al Campionat Mundial de Natació de 2011 va guanyar la medalla de bronze en els 4x200 m lliure. Ja en 2012, Yunqi va guanyar la medalla de bronze als 4x200 lliure als Jocs Olímpics de Londres 2012 amb un temps de 7:06:30. El 2013, va aconseguir en els 4x200 m lliure una medalla de bronze al Campionat Mundial de Natació de 2013.